# Слоун, Том (футболист, 1959)
То́мас Сло́ун (англ. Thomas Sloan; 10 июля 1959, Баллимина), более известный как Том Слоун (англ. Tom Sloan) — североирландский футболист, полузащитник.

## Клубная карьера
Уроженец Баллимины, Слоун начал футбольную карьеру в местном клубе «Баллимина Юнайтед». В 1978 году помог команде дойти до финала Ирландского кубка, в котором «Баллимина Юнайтед» проиграла клубу «Линфилд».
В августе 1978 года английский клуб «Манчестер Юнайтед» подписал Слоуна за 20 тысяч фунтов, побив предложение «Тоттенхэм Хотспур». Слоун дебютировал за «Юнайтед» 18 ноября 1978 года в матче Первого дивизиона против «Ипсвич Таун», заменив Лу Макари. Всего в сезоне 1978/79 провёл за команду 4 матча. В последующие два сезона провёл за команду ещё 8 матчей. Не смог пробиться в основной состав английского клуба и летом 1982 года покинул «Манчестер Юнайтед», сыграв за команду в общей сложности 12 матчей.
В августе 1982 года стал игроком другого английского клуба «Честер», выступавшего в Четвёртом дивизионе. Там он стал игроком основного состава, сыграв более 50 матчей во всех турнирах в сезоне 1982/83.
В 1983 году вернулся в Северную Ирландию, став игроком «Линфилда». Провёл три сезона на «Уиндзор Парк», дважды выиграв чемпионат. В 1986 году покинул «Линфилд», после чего выступал за другие североирландские команды — «Каррик Рейнджерс», «Колрейн», «Ларн» и «Ралган Хоумерс».

## Карьера в сборной
8 марта 1978 года дебютировал за сборную Северной Ирландии до 21 года в матче против сверстников из сборной Ирландии.
22 мая 1979 года дебютировал за главную сборную Северной Ирландии в матче Домашнего чемпионата против сборной Шотландии на «Хэмпден Парк». Три дня спустя сыграл против сборной Уэльса на «Уиндзор Парк». 6 июня 1979 года сыграл за сборную в матче отборочного турнира к Евро-1980 в матче против сборной Дании. Это был его последний матч за сборную.

## Достижения
«Баллимина Юнайтед»
- Финалист Ирландского кубка (ИФА): 1977/78

«Линфилд»
- Чемпион Ирландской лиги (ИФА) (2): 1983/84, 1985/86

Личные достижения
- Ольстерский футболист года[англ.]: 1978